# 坦布雷
坦布雷（義大利語：Tambre），是意大利威尼托大区贝卢诺省的一个市镇。总面积45平方公里，人口1425人，人口密度31.7人/平方公里（2009年）。国家统计（ISTAT）代码为025060。